# Lapka

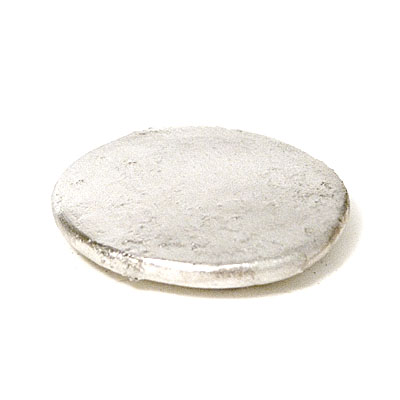
Lencse alakú, színezüstből öntött lapka, kézi éremveréshez, ill. szabadon sajtoláshoz előkészítve

Lapkának nevezik azt a fémlapot, amelyből a pénzérmét verik.
A lapkákat hengerelt (régebben kovácsolt) fémlemezből szabják ki. A kezdetleges pénzverési technológiák idején a lapkát fel kellett hevíteni, mielőtt a verőtövek közé került, mivel a verőtövek nem elég kemény fémből készültek, ezért így csökkentették a kopást. Ma a verőtövek edzett acélból készülnek, az érme domborműve (relief) pedig kevésbé domborulatos, így a lapkákat hőlágyítás után, szobahőmérsékletre hűtve verik éremmé.
Időnként veretlen lapkák is kikerülnek a pénzverdékből az érmeszállítmányokkal, ezeket néhányan gyűjtik, bár gyűjtésük a könnyű hamisítás miatt óvatosságot kíván.

## Története

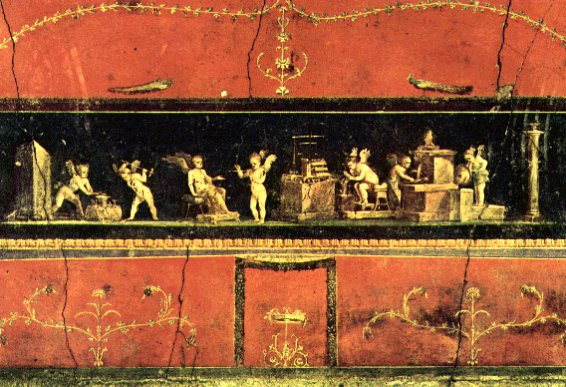
Pompei, freskórészlet a pénzverésről

Az első vert pénz megjelenésének idejét az időszámítás előtti VII. századra datálják. A lüdiai Gügész király udvarában használtak először arany és ezüst keverékéből  (elektronból) vert pénzt, mely Plinius szerint legfeljebb négyötöd rész aranyat és legalább egyötöd rész ezüstöt tartalmazott.
Az első vert pénzek alakja ovális, tojásdad, általában szabálytalan volt, mivel a pénzverést több mint két évezreden át kézi erővel verték az első gépek megjelenéséig.
A pénzveréshez üllőt, kalapácsot és fogót használtak, a veréshez használt bélyegek (verőkövek) pedig vasból vagy bronzból készültek, mivel acélt akkoriban még nem tudtak előállítani.
Az első „lapka” golyó vagy lencse alakú fémöntvény volt. E lapkákat verés előtt felhevítették, és többszöri kalapácsütéssel alakították ki belőle az érmét, mely szabadon feküdt az alsó bélyegen, kiterjedését semmi sem gátolta. Az ókori első pénzek alakja ezért nem volt szabályos kör alakú.
A rómaiak találták fel a fogószerszámban való pénzverést, melynek során a veréshez használatos bélyegeket az üllőben rögzített fogószerszám tartalmazta. Ehhez a verési módhoz általában izzított lapkát használtak: A lapkát izzított állapotban helyezték az alsó bélyegre, majd rátették a felső bélyeget és erőteljes kalapácsütéseket mértek rá. Ezek az érmék többnyire ovális, szabálytalan alakúak voltak.
Az I-III. századra a pénzverésnél annyi előrelépés történt, hogy a lapkákat már nem felhevítve, hanem hideg állapotban verték pénzzé, ezen eljárás miatt az érméken alacsonyabb, laposabb lett a dombormű.
A XII. században új éremfajták, a lemezpénzek (brakteáta) kerültek ki a pénzverő műhelyekből. Ezek a lemezpénzek vékonyra kalapált ezüstlemezből, egyetlen bélyeg alkalmazásával készültek. Ezek a lényegében elvékonyított dénárok (latinul: numi cavi) voltak. Alakjuk kerek, vagy néha négyszögletű volt, amelyen az éremkép kerek volt. Ezeknél a verés után a lapkából kivert pénzt ollóval is ki lehetett vágni, könnyen voltak darabolhatóak.
A XVI. században a pénzverés technikája még mindig szinte a kezdeti idők technikájával volt azonos.
1510-1516 között Leonardo da Vinci - fennmaradt kéziratai szerint - is foglalkozott a pénzverés technikai problémájával. Megállapításai szerint az olyan pénz, amely nem tökéletesen kör alakú, nem fogadható el jónak: a tökéletes kör alak eléréséhez az szükséges, hogy a lapkák kezdetektől fogva teljesen kör alakúak legyenek.
A tökéletes kör alakhoz szükséges, hogy az első lapka úgy készüljön el, hogy annak súlya, átmérője és vastagsága pontosan meglegyen. Ehhez az átmérőjének és a vastagságának megfelelő pengéket készítettek, valamennyit ugyanazzal a nyújtóvassal, vonalzóhoz hasonlókat.
Az így készült pengékből kerek lapkákat vágtak ki és ezeket a lapkákat verték pénzzé.
A pénzverés gépesítését a XVII. században kezdték meg új gépek kidolgozásával.
1629-ben készült el az első csavaros verőgép (golyósprés), amelyet néhány új megoldással is tökéletesítettek: az egyik új megoldás szerint a lapkák berakását mechanikus szerkezettel végezték, a gépet pedig gőzzel, sűrített levegővel hajtották meg, a másik pedig a gyűrűben való verés bevezetése volt, melynél a mindaddig szabadon az alsó verőkövön fekvő lapkát egy olyan acélgyűrűbe szorították, melynek belső átmérője pontosan megfelelt a verésre kerülő érme átmérőjének.